# فریبا رمضان‌پور
فریبا رمضانپور(زادهٔ بیستم دی ماه ۱۳۴۸ در ایذه) صداپیشه و مجری ایرانی است.

## زندگی‌نامه
او که دارای مدرک کارشناسی در رشتهٔ زبان و ادبیات فارسی است، کار حرفه‌ای در دوبله را از سال ۱۳۶۷ آغاز نمود و ۴ سال زیر نظر مهدی علی‌محمدی به فراگیری و تمرین هنر دوبله پرداخت و سپس به تدریج آمادگی لازم برای حضور جدی در کار و دوبله کردن نقش‌های اصلی به دست آورد. رمضانپور از گویندگان پرکار در زمینهٔ آگهی‌های بازرگانی است. وی دارای دو فرزند به نام رایان و آریانا است

## اجرا
از فعالیت‌های او در زمینهٔ اجرا، می‌توان به برنامهٔ تلویزیونی «چشم‌اندازی به جهان»، اجرای شامگاهی رادیو پیام و اجرای برنامهٔ پنج‌شنبهٔ شنیدنی با منوچهر نوذری اشاره کرد.

## دوبله
حرفهٔ اصلی رمضانپور دوبله است. در زیر نمونه‌هایی از فعالیت او در این زمینه آورده می‌شود.
| سریال                                                   | سینمایی                                                     |
| ۲۴ (میشل دسلر)                                          | خانم داوت‌فایر (سالی فیلد)                                   |
| امپراتور بادها (فرمانده هیاپ مسئول بخش امنیت)           | فارست گامپ (سالی فیلد)                                      |
| گروه پلیس (کلانتر کرسی)                                 | قطار پول (جنیفر لوپز)                                       |
| شمال ۶۰ (سارا / پرستار)                                 | روزی روزگاری در غرب (کلودیا کاردیناله)                      |
| پلیس‌های مخفی (مکنزی / رئیس پلیس)                        | چند مرد خوب (دمی مور)                                       |
| پرونده‌های راکد (میکی کالندر)                            | عطش مبارزه (جنیفر لارنس)                                    |
| هشدار برای کبرا ۱۱ ( سوزانه کونیگ ، منشی پلیس بزرگراه ) |                                                             |
| کارتون سرزمین آدم‌کوچولوها (آرام)                        | عطش مبارزه: اشتعال (جنیفر لارنس)                            |
| روشنتر از خاموشی                                        | عمارت‌های آجری (کاتالینا دنیس)                               |
| کلاه پهلوی (شادی مستشارنیا)                             | مردی روی لبه (الیزابت بنکس)                                 |
| پهلوانان نمی‌میرند (منیر خانم با بازی بمانی دلدار گلچین) | تاکسی ۳ (ماریون کوتیار)                                     |
| متشکرم (لی‌یونگ‌شین -مادر بوم-)                           | احمق و احمق‌تر (لورن هالی)                                   |
| جین تسکین یافته (کریستینا لوکن)                         | مرد آهنی ۳ (گوئینت پالترو)                                  |
| سریال مأمور انتقال (۲۰۱۲) (در نقش "دی ای یا")           | بتمن در برابر سوپرمن: طلوع عدالت (امی آدامز)                |
|                                                         | خشم(ریچل نیکولز)                                            |
|                                                         | مرد توخالی(الیزابت شو)                                      |
|                                                         | بازگشت به آینده قسمت ۲ (الیزابت شو)                         |
|                                                         | مردان خوب(کیم بسینگر)                                       |
|                                                         | یادآوری کامل(کیت بکینسیل)                                   |
|                                                         | روزگار آدلین (بلیک لایولی)                                  |
|                                                         | پرومته (نومی راپاس)                                         |
|                                                         | مرد عنکبوتی شگفت‌انگیز ۲ (اما استون)                         |
|                                                         | تو و من اهل کجاییم (پریانکا چوپرا)                          |
|                                                         | دزدان دریایی کارائیب: مردگان قصه نمی‌گویند (کایا اسکودلاریو) |
|                                                         | آنچه دل بخواهد (بومیکا چاولا)                               |
|                                                         | یک ببر (کاترینا کایف)                                       |
|                                                         | کریش ۳ (پریانکا چوپرا)                                      |
|                                                         | لیگ عدالت (گل گدوت)                                         |
|                                                         | داره یه اتفاقایی میفته (رانی موکرجی)                        |
|                                                         | دان (پریانکا چوپرا)                                         |
|                                                         | پارک ژوراسیک (لورا درن)                                     |
|                                                         | جوانی و بیقراری (رانی موکرجی)                               |
|                                                         | قاتلان هندوستان (کاترینا کایف)                              |
|                                                         | مادر! (جنیفر لارنس)                                         |
|                                                         | بانتی و بابلی (رانی موکرجی)                                 |
|                                                         | شوخی با دیک و جین (تیا لئونی)                               |
|                                                         | آهنگ قلب من (رانی موکرجی)                                   |
|                                                         | سرعت (ساندرا بولاک)                                         |
|                                                         | دفترچه امیدبخش (جنیفر لارنس)                                |
|                                                         | بدون توقف (میشل داکری)                                      |
|                                                         | گرفتار (مگی گریس)                                           |
|                                                         | میراث بورن (ریچل وایس)                                      |
|                                                         | بیوه سیاه (ریچل وایس)                                       |
|                                                         | نورآتش (سوفی مارسو)                                         |
|                                                         | محافظ همسر یک آدم‌کش (سلما هایک)                             |
|                                                         | اعلان قرمز (گل گدوت)                                        |
|                                                         | رستاخیزهای ماتریکس (کری-ان ماس)                             |
|                                                         | آلیتا: فرشته جنگ (جنیفر کانلی)                              |

### به عنوان داور
- جادوی صدا